# 沃伊梅加湖
55°33′2″N 39°55′23″E / 55.55056°N 39.92306°E
沃伊梅加湖（俄语：Воймега），是俄羅斯的湖泊，位於該國西部，由莫斯科州負責管轄，處於沙圖拉區，長1.5公里、寬0.9公里，面積1.12平方公里，最大水深2.5米。